# Танка (живопись)
Та́нка, тхангка, кутханг (тиб. — ཐང་ཀ་ — Wylie: thang ka, свиток) — в тибетском изобразительном искусстве изображение, преимущественно религиозного характера, выполненное клеевыми красками или отпечатанное на шёлке или хлопчатобумажной ткани, предварительно загрунтованной смесью из мела и животного клея.
По форме танка восходит к индийским ритуальным изображениям на холсте и походит на квадрат, двойной квадрат, прямоугольник; зарисованная поверхность называется «зеркало» (тиб. — мелонг). Размеры танки изменяются по величине, колеблясь от нескольких квадратных сантиметров до нескольких квадратных метров. Большую танку часто выполняет группа художников.
Танка создавалась или в строгом соответствии с иконографическим текстом и в этом случае предназначалась для медитации, или на основе житийных сочинений, а также в результате визионерской практики; использовалась в религиозных процессиях, в храмовых интерьерах, в домашнем алтаре.
Объекты изображения на танке — Будда Шакьямуни, буддийские иерархи, персонажи пантеона, житийные циклы, сюжеты бардо.
- Бутанская танка, изображающая буддийскую Вселенную
- Тибетская танка, изображающая дайтью Хаягриву
- Монгольская золочёная темперная живопись XIX века, изображающая Будду Шакьямуни, сидящего между бодхисатвами Ченрезигом и Манджушри
- Миларепа, Темпера, хлопок, 21 x 30 см, 2008, Эршу Отгонбаяр

Изображение Манджушри на фото выше является несколько необычной потому, что он не имеет характерного для него пылающего меча мудрости. Есть много разновидностей изображений восьми великих бодхисатв. Иконография одних основана на индийской традиции, других — на представлениях художников.

## Виды танки
Известны следующие типы танки:
1. Цогшин (тиб., букв. «собрание — поле») — изображение персонажей пантеона, чаще всего — линии преемственности какого-либо частного учения (Ламрима, Махамудры, пховы и т. д.) в виде кроны дерева. Центральной фигурой цогшина является «коренной учитель» практикующего, представленный в виде известного буддийского иерарха (Цонкапы, Падмасабхавы и др.) или будды (Шакьямуни, Ваджрадхары и др.)
2. Бхавачакра («Колесо бытия») с изображением шести миров буддийской Вселенной: мира богов, мира людей, мира асуров, мира голодных духов, мира животных, ада;
3. Мандала — схематическое изображение обителей различных будд и идамов, комплексов подношений и др.
4. Изображения персонажей определённых тантрических циклов.